# Lac du Picotin
Pour les articles homonymes, voir Picotin.
Le lac du Picotin est un lac située à Lac-au-Brochet au Québec (Canada).